# Lajo
Lajo – miejscowość i gmina we Francji, w regionie Oksytania, w departamencie Lozère.
Według danych na rok 1990 gminę zamieszkiwały 133 osoby, a gęstość zaludnienia wynosiła 7 osób/km² (wśród 1545 gmin Langwedocji-Roussillon Lajo plasuje się na 770. miejscu pod względem liczby ludności, natomiast pod względem powierzchni na miejscu 409.).